# Ломиніс цілолистий
{{#ifeq:0|0|{{#if:Clematis integrifolia|{{#if:|[[]}}|[[]]}}}}
Ломи́ніс цілоли́стий (Clematis integrifolia) — отруйна багаторічна рослина родини жовтецевих, належить до третинних реліктів. Напівчагарник із великими синіми квітами, поширений у помірній зоні Євразії, регіонально рідкісний вид. Декоративна рослина, яку використовують у квітникарстві відкритого ґрунту. Ломиніс цілолистий також обмежено використовують у народній медицині як бактерицидний засіб.

## Назва

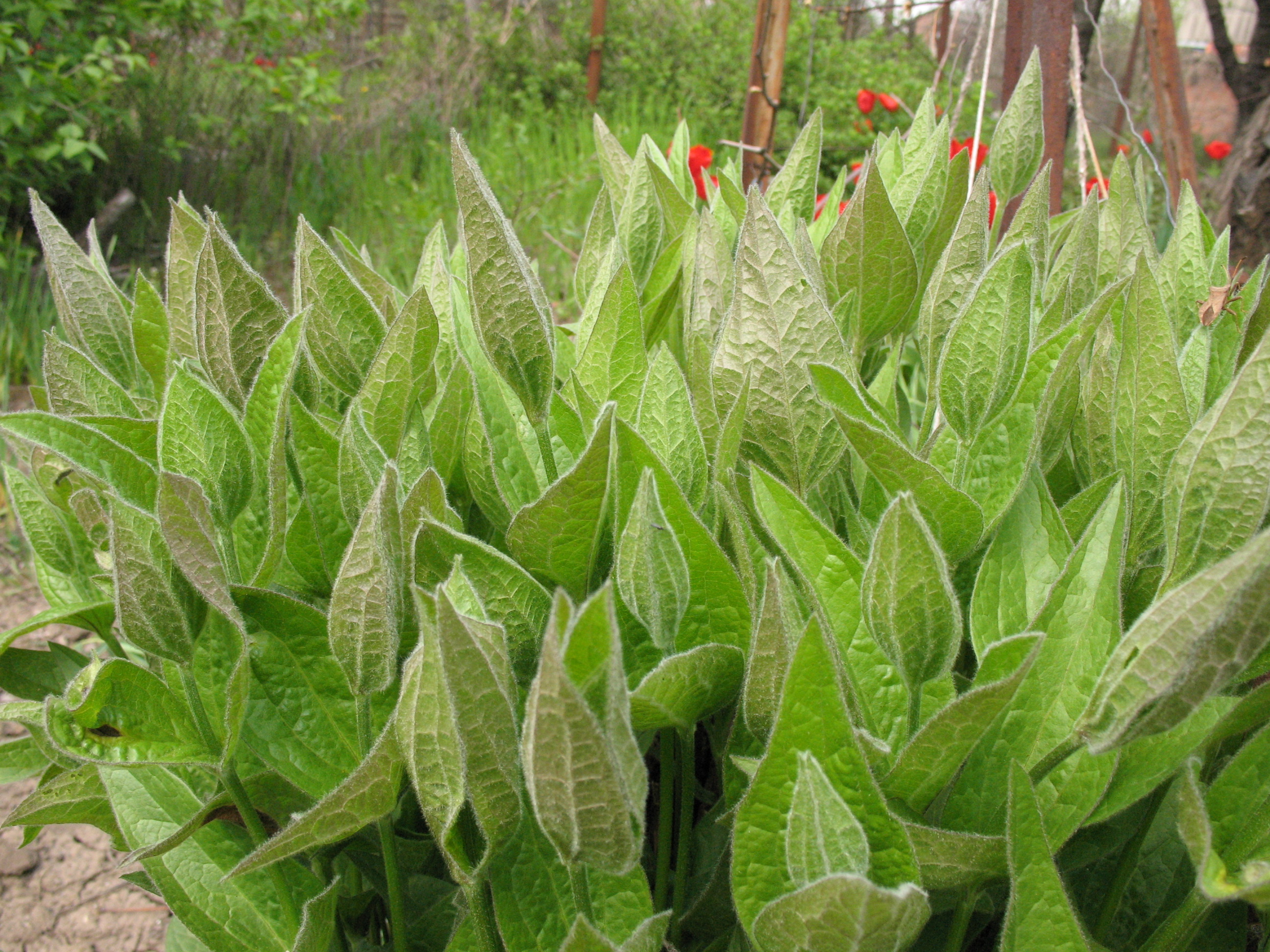
Стулені попарно верхівкові листки, між якими вже ховаються пуп'янки.

Назва «ломиніс» (або як варіант «ломонос») пов'язана з тим, що деякі представники цього роду видають подразливий запах, від якого свербить у носі. Видова назва «цілолистий» вказує на особливість цієї рослини, яка, на відміну від інших ломиносів, має нерозсічені листки. Крім того, в Словнику українських наукових і народних назв судинних рослин для цього виду наведені такі народні назви:
1. стулиуст, стули́стник, стулилист, стулигуба — ці назви обумовлені тим, що верхні листки пагонів під час бутонізації охоплюють пуп'янок зусибіч;
2. ломи́ніс си́ній, ломонос си́ній, зво́ники си́ні — вказують на характерне забарвлення квіток та їхню дзвоникувату форму;
3. сон, тирли́ч, гала́й-зі́ллє — точна етимологія цих назв невідома, але вони можуть вказувати на фармакологічні властивості цього виду, оскільки дві з них збігаються з назвами таких отруйних і лікарських рослин (до речі, не споріднених із ломиносами) як сон, тирлич, а термін «зілля» в давнину позначав будь-які цілющі рослини взагалі;
4. балабонка, заби́й-кру́ча, зябі́й-кру́ча, ласкавець, лопанець, пору́шна трава́, циганки́ — походження цих назв залишається невідомим.

## Опис

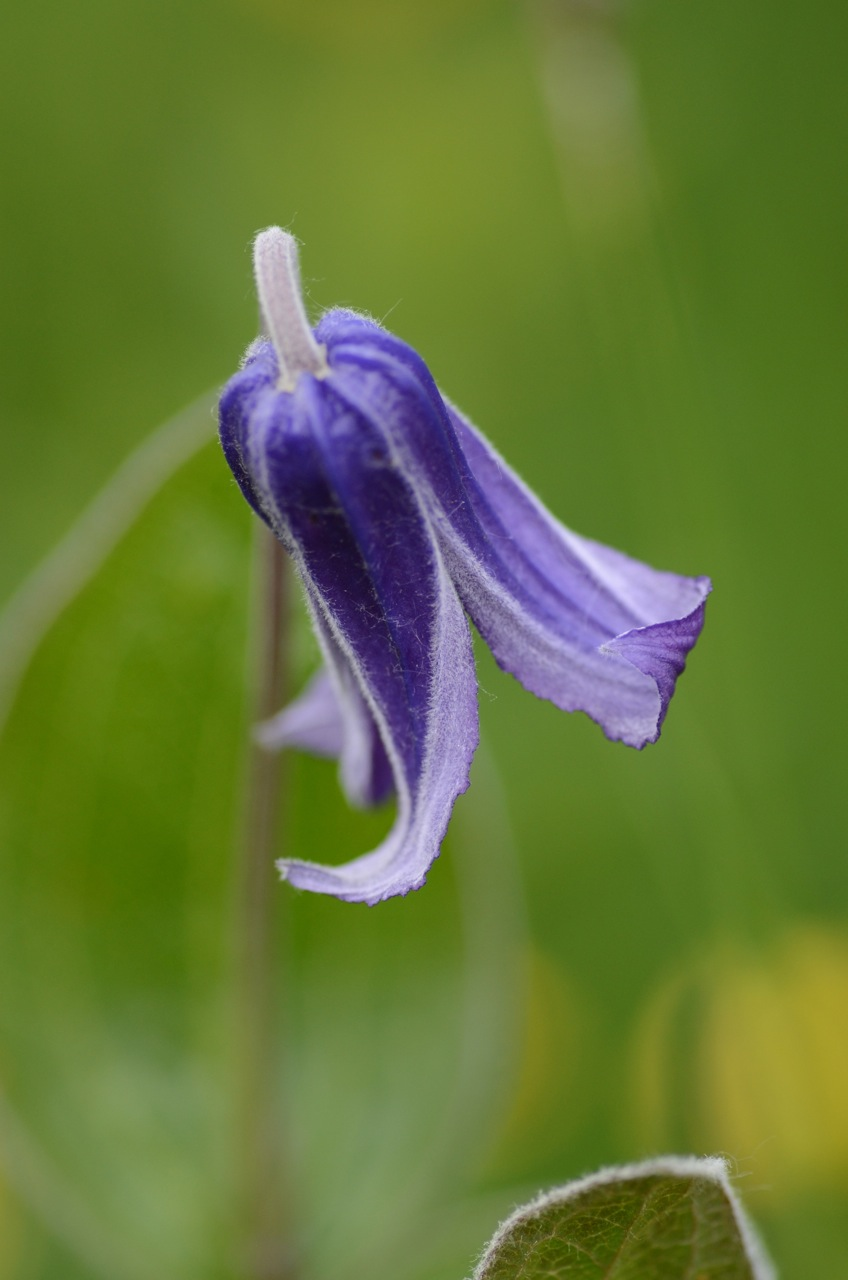
Квітка великим планом, на якому добре помітно закручені кінці пелюсток.

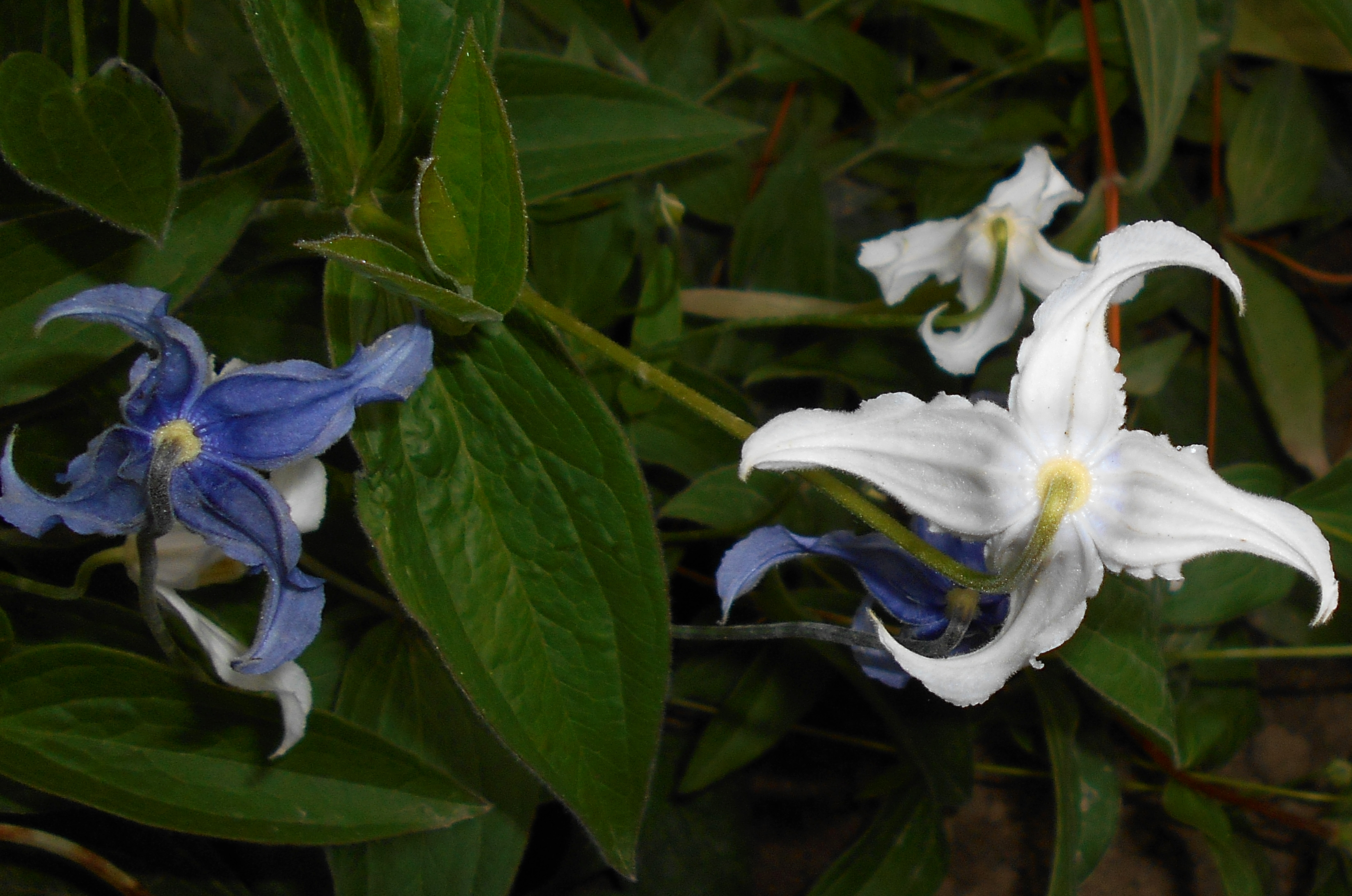
Вигляд зверху квіток різного забарвлення. Білі трапляються значно рідше, ніж сині.

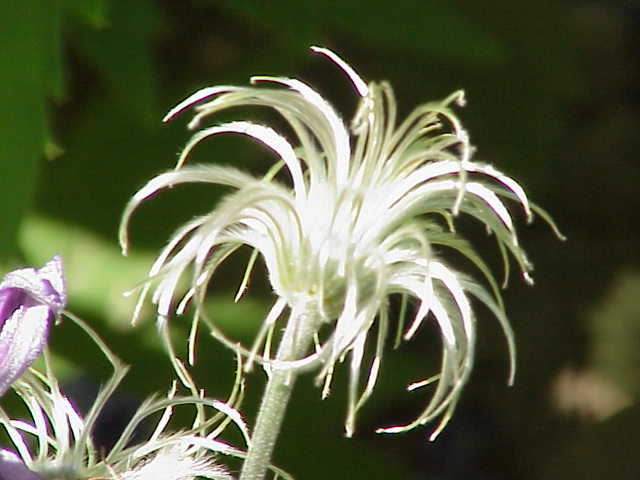
Плід-багатогорішок, із якого стирчать довгі пірчасті носики.

Багаторічний напівчагарник заввишки 20-80 см, культурні особини можуть сягати 1-1,5 м; гемікриптофіт. Підземні органи представлені коротким каудексом. Стебла прямостоячі, прості або слабкогалузисті, в нижній частині густо, а в верхній слабко опушені білими волосками, на відміну від багатьох інших ломиносів, невиткі. Пагони трав'янисті, у нижній частині дерев'яніючі, червоно-коричневі, повністю визрілі стають блідо-коричневими. Листки завдовжки 5-10 см (у культурних особин інколи до 12 см), завширшки 2-6 см, сидячі, супротивні, формою від відовжено-яйцеподібних до ланцетоподібних, шкірясті, цілокраї (інколи з війчастими краями), загострені, з обох боків зелені, зверху голі, знизу слабко опушені уздовж жилок. Жилки добре помітні.
У фазі бутонізації пуп'янки охоплені двома верхніми листками пагона так, що повністю заховані між ними. Квітки завширшки 4-8 см розташовані на верхівках пагонів на пониклих квітконіжках завдовжки до 4 см. Вони поодинокі, зірчасто-дзвоникуваті, сині або фіолетові, рідше — білі. Чашолистків 4, вони ланцетні або вузьколанцетні, гострі, зовні по краях густо опушені. Листочків оцвітини 4, вони широко розкриті, загнуті на кінцях, слабкохвилясті або скручені, вузькояйцеподібні чи ланцетні, із виїмчастими, зовні слабко опушеними краями, загострені, завдовжки до 6 см. Тичинки і маточки численні. Тичинкові нитки жовті, розширені, в півтора рази довші за чашолистки.
Плоди — коричнево-жовті чи бурі багатогорішки завдовжки близько 5 мм, завширшки близько 4 мм, розташовані на короткій ніжці, оберненояйцеподібні, шкірясті, сплюснуті з боків. Вони мають потовщений обідок та пірчасто-опушений носик завдовжки до 5 см, волоски носика білі або жовтуваті. В 1 г міститься 125 насінин.
Число хромосом 2n = 16.

### Хімічний склад
Трава ломиноса цілолистого містить алкалоїди, дубильні речовини, карденоліди, стероїдні сапоніни, смоли, ɣ-лактон, вітамін C, ранункулін (остання речовина притаманна багатьом видам родини Жовтецевих). У насіння виявлено досить великий вміст жирної олії (17,4 %).

## Поширення
Ломиніс цілолистий має широкий ареал. Його західна частина включає Центральну, Східну та Південну Європу. Західна межа зони розповсюдження пролягає через Австрію, Чехію, Польщу, Угорщину. У Східній Європі ломиніс цілолистий зростає в усіх країнах цього регіону, але в Білорусі лише на півдні. У Південній Європі він поширений по всьому Балканському півострову, а також трапляється в Італії. Азійська частина ареалу охоплює півострів Мала Азія, Кавказькі гори (переважно північ і схід цього регіону — Передкавказзя, Дагестан), окремі центральноазійські країни, такі як Казахстан, Киргизстан. Найсхідніші осередки зростання знайдені у китайському Сіньцзян-Уйгурському автономному районі. Північна межа ареалу в Азії сягає Алтаю.

## Екологія

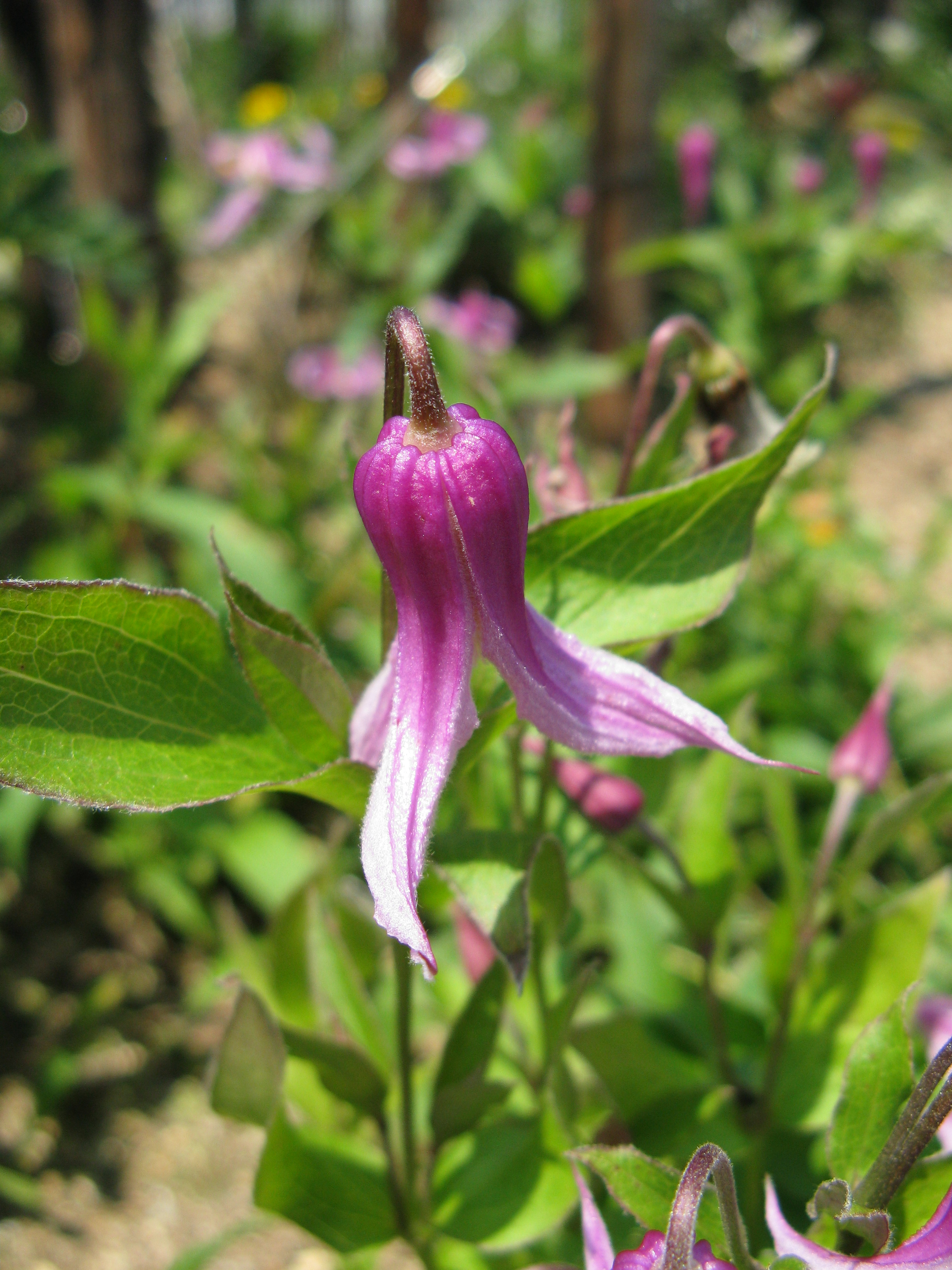
Сорт 'Hanashima' походить від ломиноса цілолистого, але має інакше забарвлення.

Рослина морозостійка (здатна витримати морози до -40 °C), хоча полюбляє добре прогріті місця. Ломиніс цілолистий світлолюбний, за нестачі світла квітне слабко; боїться ділянок, на яких дмуть сильні та холодні вітри. Віддає перевагу поживним та добре зволоженим, легким ґрунтам, може рости і на суглинку, у природі часто займає ділянки із еродованими перегнійно-карбонатними ґрунтами. У природі трапляється по берегах гірських річок, у заростях чагарників, на лісових галявинах, у розріджених соснових борах, на трав'янистих схилах. У степах приурочений до більш зволоженних ділянок — понижень, пересохлих річищ струмків, країв ярів. В гірських місцевостях підіймається на висоту 1200—3000 м.
Ця рослина розмножується вегетативним та насіннєвим способом, причому перший застосовуються у культурі, а другий переважає у природному середовищі. Вегетативне розмноження здійснюють відводками та живцюванням, при обробітку живців стимуляторами росту укорінюваність стовідсоткова. Квітне у травні-липні. Запилення відбувається за допомогою комах та вітру. Плодоносить у липні-вересні. У культурі насіння висівають у травні, схожість при цьому становить близько 8 %.
За спостереженнями у культурі ломиніс цілолистий вражає цілий ряд грибкових хвороб, зокрема сіра гниль, борошниста роса, вертицельозне в'янення, іржа. Рослини можуть ушкоджувати нематоди, павутинні кліщі, щитівки, напівтвердокрилі, равлики, слимаки, сірі пацюки тощо.

## Використання

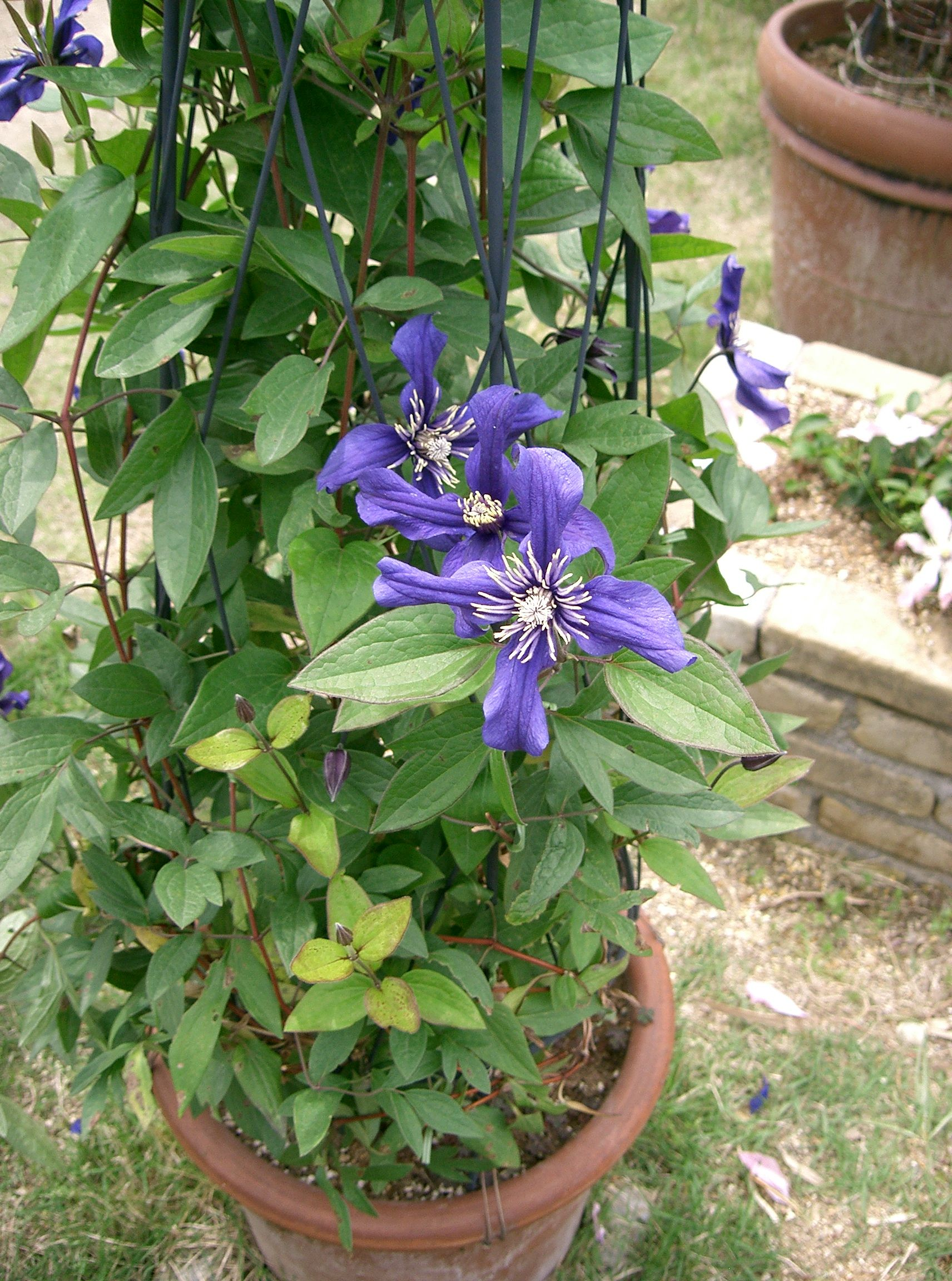
Сорт 'Evisix' від батьківського виду відрізняється виткими стеблами.

Ломиніс цілолистий відомий у культурі із року свого наукового опису (1753). Квітникарі здавна любили його за універсальність: під час цвітіння цей вид вражає погляд своїми великими квітами насиченого кольору, а після цвітіння прикрашає сад густою зеленню. У культурі ця рослина помірно вимоглива: потребує добре підготовленого ґрунту (угноєного, дренованого), поливу спекотної пори, обрізки пагонів задля рясного цвітіння. Висаджують її групами або поодинці на газонах, у квітниках, по берегах водойм. Культурні особини легко перезапилюються близькими видами, що часто використовують у селекції. Від ломиніса цілолистого бере початок сортова група Інтегріфоліа, а також ряд гібридних видів.
Медичне використання ломиноса цілолистого менш знане і стосується лише галузі народної медицини. Травники застосовують відвари і настої трави цього виду для лікування ревматизму, шлункового болю, асциті, сифілісу, а примочки прикладають до ділянок шкіри, уражених гнійниковими чи грибковими хворобами. Разом з тим слід зауважити, що усі частини рослини отруйні і застосовувати їх слід з обережністю, а самолікування в таких випадках неприпустиме. У садівництві отруйні властивості ломиноса цілолистого інколи використовують для приготування інсектицидних розчинів для боротьби із шкідниками.

## Статус виду
Оскільки розповсюдження цього виду вельми широке загалом він не становить рідкості і не занесений до Червоного списку Міжнародного союзу охорони природи. Водночас, на теренах України та Росії популяції ломиноса цілолистого нечисленні, відокремлені і нечисельні. Вони сильно потерпають від рекреаційного навантаження, випасання худоби, ранніх сінокосів, весняних палів, а на степові — ще й від заліснення. Через це ломиніс цілолистий занесений до регіональних списків охоронюваних рослин 16-ох областей України та 14 адміністративних одиниць Росії.

## Таксономія
Гібриди від схрещування ломиноса цілолистого з іншими видами:
- Clematis flammula × Clematis integrifolia = Clematis × aromatica;
- Clematis crispa × Clematis integrifolia × Clematis viticella = Clematis × cylindrica;
- Clematis integrifolia × Clematis viorna = Clematis × divaricata;
- Clematis integrifolia × Clematis viticella = Clematis × diversifolia;
- Clematis integrifolia × Clematis florida = Clematis × durandii;
- Clematis integrifolia × Clematis lanuginosa × Clematis viticella  = Clematis × rubro-violacea.

Сайт The Plant List для цього виду наводить наступні синоніми:
- Anemone integrifolia (L.) K.Krause
- Clematis elongata Tratt.
- Clematis inclinata Scop.
- Clematis integrifolia var. normalis Kuntze
- Clematis integrifolia var. subglabra Kuntze
- Clematis integrifolia var. tomentosa Torr. & A.Gray ex Kuntze
- Clematis nutans Crantz
- Clematitis integrifolia (L.) Moench
- Coriflora integrifolia (L.) W.A.Weber
- Valvaria integrifolia Ser. — недійсний[4].